# 青石斑魚
青石斑魚，俗名為鱸貓，為輻鰭魚綱鱸形目鱸亞目鮨科的其中一個種。

## 分布
本魚分佈於北太平洋、日本、台灣、越南、韓國、中國等海域。

## 深度
水深3至40公尺。

## 特徵
本魚體呈灰色，頭部顏色較深，頭長約體長的1/3。口大；上頜前端具有3個圓錐齒及1個能向後倒伏的牙齒，內側絨毛狀齒，頭及身體上有許多小黃斑散佈其上。鰓蓋骨後緣具3扁棘。體被細小櫛鱗；側線鱗孔數49至55枚；縱列鱗數92至109枚，體側有5條黑橫帶，其中第一及第二條位於背鰭硬棘部，第三、四條位於軟條部，第五條則位尾板上。各鰭呈灰褐色。背鰭硬棘11枚、軟條15至16枚、臀鰭硬棘3枚，軟條8枚，尾鰭圓形，其末緣顏色較淡。主鰓蓋骨的下方有些細微呈鋸齒狀的小棘。體長可達50公分。

## 生態
為暖水性近底層魚類，喜歡棲息在多岩礁海域中。

## 經濟利用
為肉質鮮美的食用魚，不論做生魚片或煮湯均可，但紅燒最美味，但佐料不能太多，否則會破壞魚的原味。